# You're My Best Friend
«You're My Best Friend» (укр. «Ти мій найкращий друг») — пісня британського рок-гурту «Queen», написана бас-гітаристом Джоном Діконом. Спочатку вона ввійшла до альбому «A Night at the Opera» у 1975 році, а потім вийшла як сингл. Ця балада також з'явилася у концертному альбомі «Live Killers» (1979), а також на альбомах-збірках «Greatest Hits» (1981), «Absolute Greatest» (2009) і «Queen Forever» (2014).
Пісня досягла сьомого місця в чарті синглів Великої Британії і 16 місця в американському «Billboard Hot 100». Сингл отримав «платинову» сертифікацію RIAA в США, було продано понад одного мільйона копій. Відтоді пісня з'являлася на телебаченні, в кіно, засобах масової інформації і мультсеріалах, таких як «Сімпсони» і «Гріфіни».

## Історія
Джон Дікон присвятив пісню своїй дружині, Вероніці Тецлафф. У цій пісні він грає на електропіаніно «Wurlitzer» на додаток до своєї гри на бас-гітарі. Характерне звучання басових нот «Wurlitzer» грає помітну роль в пісні. Під концертів гурт використовував рояль, замість електричного піаніно, на якому грав Фредді Мерк'юрі, а Дікон грав на бас-гітарі, як і в оригінальному записі.
Пісня використовувалася в деяких телешоу і фільмах, таких як «Красуні в Клівленді», «Вілл і Грейс», «Мешканці Іст-Енда», «Мене звати Ерл», «Король Квінса», у титрах «Чак і Ларрі: Запальні молодята», «Сімпсони», «Зомбі на ім'я Шон», «Друзі Пітера», «Секрети домашніх тварин» і у епізоді мультсеріалу «Гріфіни» «Хлопець-фермер».

## Музичне відео
Музичне відео, зняте режисером Брюсом Говерсом, показує гурт у великому бальному залі, оточеному більш ніж тисячею свічок, в тому числі великою люстрою, що висіла на стелі. Відео було знято в квітні 1976 року в «Elstree Studios», у Лондоні. Крім того, Дікон грав на роялі, а не на електричному піаніно «Wurlitzer», яке він використовував при записі.

## Написання
Пісню склав Джон Дікон в тональності До мажор з розміром в 4/4 метри, з відчутним свінгом.
В альбомі «A Night at the Opera» представлені пісні численних стилів, включаючи цю трихвилинну поп-пісню. Дуже незвично для жанру, розділи у ній виконуються не більше, ніж двічі, характерно для багатьох пісень «Queen», як це засвідчив Браян Мей. З іншого боку, з точки зору фраз і розмірів існує безліч повторень або варіантів. Форма пісні є циклічною і дуже схожою з формою «Spread Your Wings» (1977). Іншою схожістю між двома піснями є відсутність (реальної) модуляції. У композиції представлені 3-х і 4-х компонентні вокальні та гітарні гармонії, бас (мелодійний підхід), ударні та електричне піаніно. Це друга записана пісня Дікона та перша, яка стала синглом, через шість місяців після виходу альбому. Провідний вокал Мерк'юрі має безліч «спецефектів» (голос, рубатизовані ритми, декорування, слайди). Мерк'юрі виконує дві стійкі ноти До другої октави у головній вокальній доріжці.

## Інтерв'ю учасників гурту
24 грудня 1977 року учасники гурту дали інтерв'ю BBC Radio 1 Тому Брауну. Зокрема стосовно пісні You're My Best Friend відбулася така розмова:

Том Браун: «Повертаємося знову до Джона. Ви граєте на фортепіано у композиції You're My Best Friend. Як вам вдалося вирвати його у Фредді?»
Джон: «Ну добре, Фредді не сподобалося електропіаніно, тому я взяв його додому, і почав вчитися грати на електропіаніно, по суті ця пісня й створилася коли я навчався грі на фортепіано.»
Фредді: «Я відмовився грати на тій проклятій штуці.»
Том Браун: «Це було питання етики?»
Фредді: «Ця штука видає різкий жахливий металевий звук, і мені вона не сподобалась. Навіщо грати на таких речах, коли у вас є чудовий рояль? Ні, я думаю, насправді, він намагається сказати, що це був бажаний ефект.»
Джон: «Пісня була написана на електропіаніно, і найкраще звучить саме на ньому. Знаєте, так буває часто, із піснею та інструментом на якому ви її написали.»
Оригінальний текст (англ.)
Tom Browne: Back to John again. You’re playing electric piano on the next track “You’re My Best Friend”. How did you wrench the piano away from Freddie?
John: Well, Freddie didn’t like the electric piano, so I took it home and I started to learn on the electric piano and basically that’s the song that came out of the thing when I was learning to play it.
Freddie: I refused to play the damn thing.
Tom Browne: Was this a question of ethics?
Freddie: It’s tinny and horrible and I don’t like them. Why play those things when you’ve got a lovely Grand piano? No, basically what he’s trying to say is it was the desired effect.
John: It was written on that instrument and it sounds best on that. You know, often on the instrument that you wrote the song on.

## Чарти і сертифікації
| Країна          | Позиція |
| --------------- | ------- |
| Австралія       | 35      |
| Бельгія         | 14      |
| Канада          | 2       |
| Ірландія (IRMA) | 3       |
| Японія          | 90      |
| Нідерланди      | 9       |
| Велика Британія | 7       |
| США (Billboard) | 16      |
| США (Cash Box)  | 9       |

| Чарт                             | Позиція |
| -------------------------------- | ------- |
| США (Hot Rock Songs) (Billboard) | 24      |

| Країна     | Сертифікація | Продано   |
| ---------- | ------------ | --------- |
| США (RIAA) | Платина      | 1,000,000 |

| Країна (1976) | Позиція |
| ------------- | ------- |
| Канада        | 44      |
| США           | 83      |

## Учасники запису
- Фредді Мерк'юрі — головний вокал, бек-вокал
- Браян Мей — електрогітара, бек-вокал
- Роджер Тейлор — ударні, бек-вокал
- Джон Дікон — електропіаніно Wurlitzer, бас-гітара

## Кавер-версії
- Гурт «The Supernaturals», альбом-збірка «Come Again» (1997)
- Гурт «Giuliano Palma & the Bluebeaters», альбом «Long Playing» (2005)
- Гурт «Rock4», альбом «A Night at the Opera» (2006)
- Гурт «Straight No Chaser», альбом «With a Twist» (2010)
- Гурт «Melvins», альбом «Everybody Loves Sausages» (2013)
- Співачка Стіві Енн, сингл 2014 року
- Гурт «The Once», альбом «Row Upon Row of the People They Know» (2011)